# Арнольд Віхманн
Арнольд Віхманн (нім. Arnold Wiechmann; 31 серпня 1909, Штраубенгардт, Німецька імперія — 14 жовтня 1996, Стюарт, США) — німецький офіцер-підводник, оберлейтенант-цур-зее резерву крігсмаріне.

## Біографія
У вересні 1939 року вступив на флот. З червня 1942 року — вахтовий офіцер в 6-й флотилії блокадопроривачів. З 30 серпня 1943 по 27 лютого 1944 року пройшов курс підводника, 1-14 березня — курс позиціонування (радіовимірювання), з 15 березня по 30 квітня — курс командира підводного човна. В жовтні 1944 року направлений на будівництво підводного човна U-4701. З 10 січня 1945 року — командир U-4701. 5 травня 1945 року наказав затопити човен в рамках операції «Регенбоген». 8 травня 1945 року взятий в полон британськими військами.
Приблизно в 1960-х роках емігрував у США і отримав американське громадянство. Останній період життя провів в Порт-Сент-Люсі.

## Звання
- Рекрут (вересень 1939)
- Штурмансмат резерву (1 грудня 1940)
- Штурман резерву (1 січня 1941)
- Лейтенант-цур-зее резерву (1 жовтня 1941)
- Оберлейтенант-цур-зее резерву (1 квітня 1943)

## Нагороди
- Залізний хрест 2-го класу (1942)
- Нагрудний знак мінних тральщиків (1943)